# Very (Pet-Shop-Boys-Album)
Very ist das fünfte Studioalbum der Pet Shop Boys. Es erschien im 27. September 1993 bei Parlophone und avancierte zum Nummer-eins-Album.

## Entstehung und Veröffentlichungen
Alle Stücke wurden von Neil Tennant und Chris Lowe geschrieben; lediglich der Singlehit Go West basiert auf dem gleichnamigen Lied der Village People. Das Album wurde in London aufgenommen (nur der Chor auf Go West in New York) und von Stephen Hague und Mike Drake gemischt; gemastert wurde es von Bob Ludwig in Portland, produziert von den Pet Shop Boys und Stephen Hague. Das orangefarbene Jewelcase mit Noppenrelief wurde vom Londoner Designstudio Pentagram gestaltet.
Im Jahre 1994 wurde eine limitierte Auflage mit Bonus-CD unter dem Titel Very Relentless veröffentlicht. Die Bonus-CD enthält sechs weitere Songs, die zur selben Zeit wie Very aufgenommen wurden. Die 2001 erschienene, remasterte Version enthält die Bonus-CD Further Listening 1992–1994 mit Remixes und unveröffentlichten Songs.
Neil Tennant beschrieb Very als „very Pet Shop Boys“.

## Titelliste

### Very
1. Can You Forgive Her? – 3:53
2. I Wouldn’t Normally Do This Kind of Thing – 3:03
3. Liberation – 4:05
4. A Different Point of View – 3:26
5. Dreaming of the Queen – 4:19
6. Yesterday, When I Was Mad – 3:55
7. The Theatre – 5:10
8. One and One Make Five – 3:30
9. To Speak Is a Sin – 4:45
10. Young Offender – 4:49
11. One in a Million – 3:53
12. Go West (mit dem Hidden Track „Postscript“) – 8:22

### Relentless
1. My Head Is Spinning – 6:33
2. Forever in Love – 6:19
3. KDX 125 – 6:25
4. We Came from Outer Space – 5:24
5. The Man Who Has Everything – 6:01
6. One Thing Leads to Another – 6:24

### Further Listening: 1992–1994
1. Go West (1992 twelve-inch mix) – 9:12
2. Forever in Love – 5:44
3. Confidential (Demo for Tina) – 4:47
4. Hey, Headmaster – 3:06
5. Shameless – 5:04
6. Too Many People – 4:25
7. I Wouldn’t Normally Do This Kind of Thing (seven-inch version) – 4:45
8. Violence (Haçienda version) – 5:00
9. Falling (Demo for Kylie) – 4:38
10. Decadence – 3:55
11. If Love Were All – 3:00
12. Absolutely Fabulous (single version) – 3:46
13. Euroboy – 4:30
14. Some Speculation – 6:34
15. Yesterday, When I Was Mad (single version) – 4:01
16. Girls and Boys (Live in Rio) – 4:55

## Rezensionen
Stephen Thomas Erlewine von Allmusic vergab 4,5 von 5 Sternen und stellte fest: „Alternately happy and melancholy, Very is the Pet Shop Boys at their finest.“
2005 wurde das Album in die Liste des Referenzwerks 1001 Albums You Must Hear Before You Die aufgenommen.
Finntroll coverten das Stück Can You Forgive Her als Bonustitel für ihr Album Nifelvind. Die Version erschien außerdem auf der EP Blodsvept (2013).

## Kommerzieller Erfolg

### Chartplatzierungen
| ChartsChartplatzierungen       | Höchstplatzierung | Wochen |
| ------------------------------ | ----------------- | ------ |
| Deutschland (GfK)              | 1 (35 Wo.)        | 35     |
| Österreich (Ö3)                | 6 (17 Wo.)        | 17     |
| Schweiz (IFPI)                 | 1 (31 Wo.)        | 31     |
| Vereinigte Staaten (Billboard) | 20 (17 Wo.)       | 17     |
| Vereinigtes Königreich (OCC)   | 1 (27 Wo.)        | 27     |

| ChartsJahrescharts (1993)    | Platzierung |
| ---------------------------- | ----------- |
| Deutschland (GfK)            | 24          |
| Schweiz (IFPI)               | 37          |
| Vereinigtes Königreich (OCC) | 29          |

| ChartsJahrescharts (1994) | Platzierung |
| ------------------------- | ----------- |
| Deutschland (GfK)         | 36          |
| Schweiz (IFPI)            | 35          |

### Auszeichnungen für Musikverkäufe
| Land/Region                  | Auszeichnungen für Musikverkäufe (Land/Region, Auszeichnung, Verkäufe) | Verkäufe  |
| ---------------------------- | ---------------------------------------------------------------------- | --------- |
| Australien (ARIA)            | Platin                                                                 | 70.000    |
| Deutschland (BVMI)           | Platin                                                                 | 500.000   |
| Frankreich (SNEP)            | Gold                                                                   | 100.000   |
| Japan (RIAJ)                 | Gold                                                                   | 100.000   |
| Kanada (MC)                  | Platin                                                                 | 100.000   |
| Österreich (IFPI)            | Gold                                                                   | 25.000    |
| Schweden (IFPI)              | Gold                                                                   | 50.000    |
| Schweiz (IFPI)               | Platin                                                                 | 50.000    |
| Spanien (Promusicae)         | 4× Platin                                                              | 400.000   |
| Vereinigte Staaten (RIAA)    | Gold                                                                   | 500.000   |
| Vereinigtes Königreich (BPI) | Platin                                                                 | 300.000   |
| Insgesamt                    | 5× Gold · 9× Platin ·                                                  | 2.195.000 |